# Zespół delecji 22q13.3
Zespół delecji 22q13.3 (zespół delecji 22q13, zespół Phelan-McDermid, ang. deletion 22q13.3 syndrome, deletion 22q13 syndrome, Phelan-McDermid syndrome) – zespół wad wrodzonych spowodowany mikrodelecją chromosomalną, obejmującą fragment długiego ramienia chromosomu 22, na którego fenotyp składają się:
- hipotonia mięśniowa w okresie noworodkowym
- opóźnienie rozwoju
- prawidłowy lub przyspieszony wzrost
- opóźnienie lub całkowite zahamowanie rozwoju mowy
- drobne cechy dysmorficzne.

Zespół występuje równie często u mężczyzn i u kobiet, opisywano przypadki mozaicyzmu i czystej delecji (brak 22q13.3 w chromosomach wszystkich komórek organizmu). W związku z trudnościami w diagnostyce i brakiem określonych kryteriów rozpoznania, liczba przypadków urodzeń dzieci z tym zespołem jest niedoszacowana. Typowymi cechami dysmorficznymi mogącymi sugerować rozpoznanie są długie rzęsy, duże lub nieprawidłowo ukształtowane małżowiny uszne, stosunkowo duże dłonie, dysplastyczne paznokcie stóp, dolichocefalia, pełne policzki, zaokrąglony czubek nosa i zaostrzony podbródek. Zachowanie rozpoznawane jest jako autystyczne. Opisywano podwyższony próg bólu. Do utraty 22q13.3 dochodzi wskutek prostej delecji, translokacji, utworzenia chromosomu pierścieniowego, rzadziej innych nieprawidłowości w obrębie tego locus, zwłaszcza w regionie obejmującym gen SHANK3.